# ناثان رالف
ناثان رالف (بالإنجليزية: Nathan Ralph)‏ (14 فبراير 1993 في المملكة المتحدة - ) هو لاعب كرة قدم بريطاني في مركز الدفاع. لعب مع نيوبورت كونتي ويوفل تاون ونادي كيترينغ تاون ونادي بيتربورو يونايتد ونادي ألدرشوت تاون.

## وصلات خارجية
- ناثان رالف على موقع قاعدة بيانات كرة القدم.إي يو (الإنجليزية)
- ناثان رالف على موقع Soccerbase.com (لاعب) (الإنجليزية)
- ناثان رالف على موقع Soccerway.com (الإنجليزية)